# Valerij Hontjarov
Valerij Volodymyrovytj Hontjarov (armeniska: Валерій Володимирович Гончаров), född den 19 september 1977 i Charkov, Ukrainska SSR, Sovjetunionen, är en ukrainsk gymnast.
Han tog OS-silver i lagmångkampen i samband med de olympiska gymnastiktävlingarna 2000 i Sydney och därefter OS-guld i barr i samband med de olympiska gymnastiktävlingarna 2004 i Aten.